# Cheumatopsyche pfundsteini
Cheumatopsyche pfundsteini är en nattsländeart som beskrevs av Statzner 1984. Cheumatopsyche pfundsteini ingår i släktet Cheumatopsyche och familjen ryssjenattsländor. Inga underarter finns listade i Catalogue of Life.